# Zbigniew Pawelski

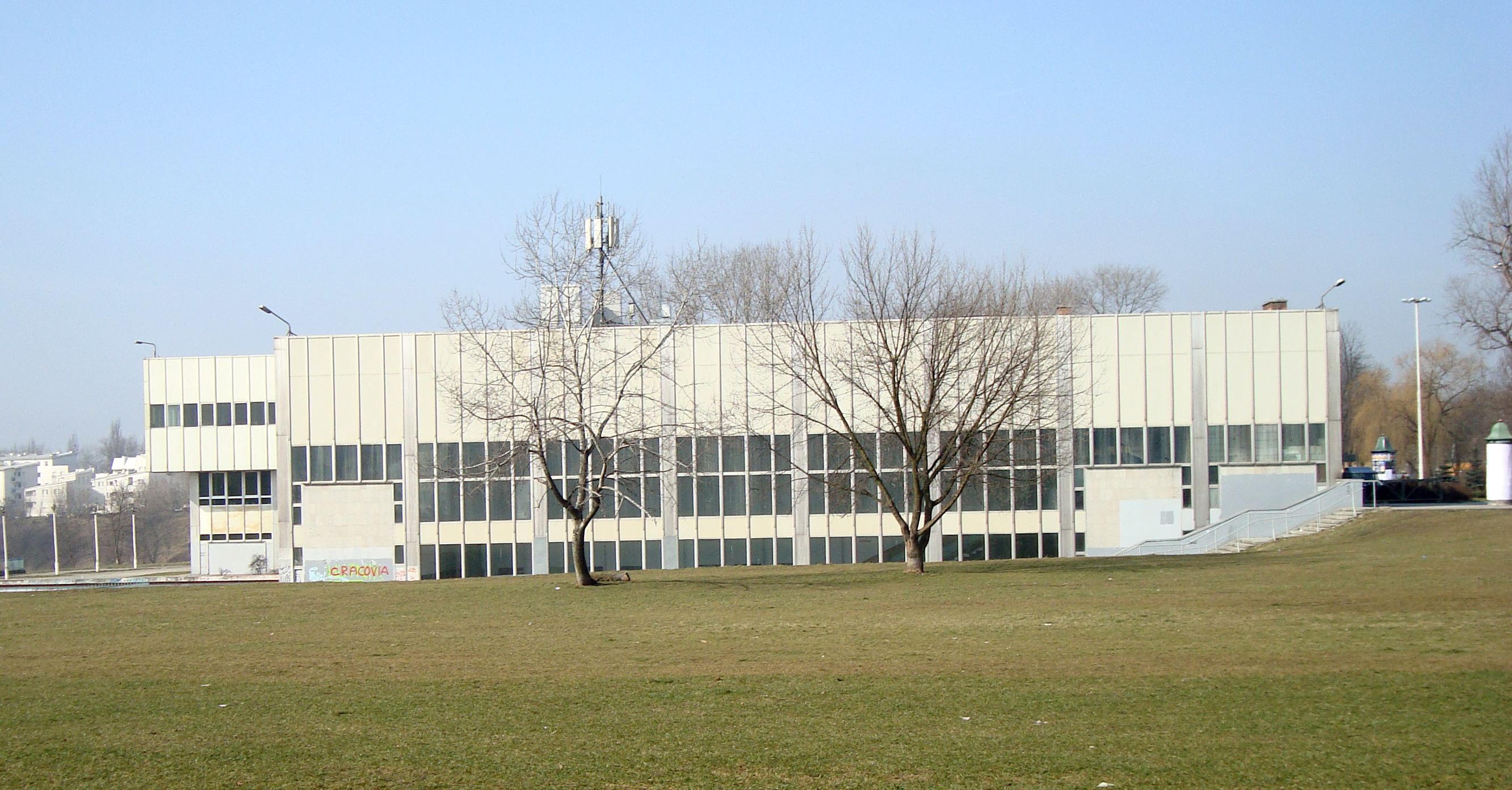
Nowohuckie Centrum Kultury widok od strony Łąk Nowohuckich

Zbigniew Pawelski (ur. 29 lipca 1925 w Przasnyszu, zm. 20 października 2024 w Warszawie) – polski architekt, plastyk. 

## Życiorys
Syn Mieczysława i Anny Józefy z domu Krassowskiej. W czasie okupacji niemieckiej żołnierz AK ps. „Jastrząb”, uczestnik powstania warszawskiego. Podczas powstania pełnił funkcję na początku zastępcy dowódcy drużyny, a potem dowódcy drużyny. Był żołnierzem formacji „Obroża”, batalionu „Ryś”.
Absolwent Wydziału Architektury Politechniki Warszawskiej (1951), po wojnie uczestniczył w odbudowie Warszawy.
Od 1975 wykładowca na Politechnice Warszawskiej. Współautor wielu projektów z zakresu budownictwa przemysłowego, użyteczności publicznej, wystawiennictwa i wnętrz.
Od 1952 r. Członek OW SARP. Członek Prezydium ZG SARP (1951–1961). Wiceprezes SARP (1972–1975). Wiceprezes ZO SARP (1967–1969).
Autor projektu pomnika upamiętniającego przeprawy przez Wisłę żołnierzy Obwodu Praga Armii Krajowej do walczącej po lewej stronie rzeki powstańczej Warszawy, który znajduje się na terenie Kościoła Świętych Apostołów Jana i Pawła w Warszawie. Częścią pomnika jest motyw wizerunku Matki Bożej Powstańczej. 
Pochowany na cmentarzu Bródnowskim w Warszawie (kwatera 44A-4-6). 

## Ważniejsze realizacje
- dom mieszkalny, ul. Kościelna 15 w Warszawie (1953)[1]
- fabryka mebli w Wyszkowie (1957)[7]
- cukrownie w Czechosłowacji: Hrusovany i Hrochuv-Tynec (1966–1968)[8]
- ambasady (m.in. Ambasada RP w Brasilii)[9]
- hotel Victoria w Warszawie (1974)[10]
- kościół św. Zygmunta w Warszawie (1980)[11][12]
- Nowohuckie Centrum Kultury (1982)[13]
- kościół Zesłania Ducha św. w Otwocku (1987)[14]

## Życie prywatne
Brat Sławomira Pawelskiego. Teść architekta Szymona Wojciechowskiego.